# Notoxus campus
Notoxus campus es una especie de coleóptero de la familia Anthicidae.

## Distribución geográfica
Habita en México.